# 1567 en littérature
| Années de la littérature : 1564 - 1565 - 1566 - 1567 - 1568 - 1569 - 1570    |
| Décennies de la littérature : 1530 - 1540 - 1550 - 1560 - 1570 - 1580 - 1590 |

Cet article présente les faits marquants de l'année 1567 en littérature.

## Événements
- 28 janvier : Jean-Antoine de Baïf fait représenter devant la cour Le Brave, une comédie librement traduite de Plaute, à l'hôtel de Guise à Paris[1].
- 8 juillet : The Story of Samson, une pièce de théâtre, est jouée au Red Lion (en), une scène éphémère aménagée par John Brayne dans une ancienne ferme à Whitechapel, un faubourg de Londres[2].

## Parutions
- 7 octobre : Testament Newydd ein Arglwydd Iesu Christ (en), traduction en gallois du Nouveau Testament par William Salesbury[3].

- Le Premier des Météores, poème inspiré des Géorgiques de Virgiles, de Jean-Antoine de Baïf, est publié à Paris chez Robert Estienne[1].
- L'écrivain basque  Joan Perez de Lazarraga rédige un roman pastoral intitulé Silbero, Silbia, Doristeo et Sirena[4].
- Index characterum, premier recueil des polices de caractères de l’imprimeur Christophe Plantin, publié à Anvers[5].

## Naissances
- 11 février : Honoré d'Urfé, écrivain français, mort en 1625.

## Décès
- Antoine Héroët, poète et clerc français, né en 1492.